# Superkros
Superkros (zkráceně „SX“) je motoristický sport původem z Československa, který se jezdí převážně v halách, nebo na stadionech upravených speciálně pro tento závod.
SX je podobný motokrosu a jezdí se na shodných motocyklech, které ale mají jinak nastavené tlumiče, protože v superkrosu jde převážně o kompletně uměle postavenou trať s větším množstvím skoků, klopených zatáček a hlavně specifickou tzv. roletou.
Mezi nejlepší SX jezdce patřil americký jezdec James „Bubba“ Stewart (* 1985), který svou kariéru ukončil v roce 2019; jezdil na motocyklu Yamaha YZ-F 450.[zdroj⁠?!]